# 알렉산드르 힌시테인
알렉산드르 예브셰예비치 힌쉬테인(러시아어: Алекса́ндр Евсе́евич Хинште́йн 은 러시아의 정치인이다. 2003년을 시작으로 2016년까지 국가 두마 의원 자리에 있었으며,  2016년 10월부터는 러시아 국가근위대(Росгвардия)의 정책자문위원장을 맡고 있다.